# Fastivți, Bahmaci
Fastivți (în ucraineană Фастівці) este localitatea de reședință a comunei Fastivți din raionul Bahmaci, regiunea Cernihiv, Ucraina.

## Demografie
Componența lingvistică a localității Fastivți
     Ucraineană (97,97%)
     Rusă (2,03%)
Conform recensământului din 2001, majoritatea populației localității Fastivți era vorbitoare de ucraineană (97,97%), existând în minoritate și vorbitori de rusă (2,03%).